# 어카운턴트 2
《어카운턴트 2》(영어: The Accountant 2)는 2025년 개봉한 미국의 액션 스릴러 영화이다. 개빈 오코너가 감독을 맡았으며, 2016년 영화 《어카운턴트》의 속편이다.

## 출연
- 벤 애플렉 - 크리스천 울프
- 존 번설 - 브랙스턴
- J. K. 시먼스 - 레이 킹
- 신시아 아다이로빈슨 - 메리베스 미디나
- 대니엘라 피네다
- 앨리슨 로버트슨
- 로버트 모건
- 그랜트 하비